# Janet Sobel
Janet Wilson Sobel (30 de Maio de 1893 - 11 de Novembro de 1968) foi uma artista autodidacta norte-americana, pioneira na técnica de dripping e na pintura all-over.
Embora o seu papel tenha sido frequentemente esquecido no contexto do Expressionismo Abstracto, Sobel tem vindo a ganhar reconhecimento como uma das criadoras da drip painting, popularizada por Jackson Pollock.

## Vida
Jennie Olechovsky nasce num Shtetl perto de Ekaterinoslav, no então Império Russo (actual Dnipro, no leste da Ucrânia). Após perder o pai - Baruch Olechovsky - durante um Pogrom Antissemita, foge das perseguições e emigra para os Estados Unidos da América. Em 1908, com 15 anos, estabelece-se com a mãe - Fannie Kinchuk - e os irmãos na simbólica Ellis Island. Nesta altura, muda o seu nome para Jennie Wilson e, porteriormente, para Janet.
Em 1910, aos 16 anos, casa-se com Max Sobel (Michael Zibulsky), gravador e ourives - também ele emigrante ucraniano - com quem teve cinco filhos, entre 1911 e 1927, aos quais se dedica durante grande parte das três décadas seguintes. No início dos anos 40, mudam-se para o bairro de Brighton Beach (Brooklyn), conhecido como Little Odessa, devido à elevada taxa de população oriunda da antiga União Soviética.
Aos 45 anos, descobre um talento que rapidamente transcenderia o ambiente doméstico.

## Carreira
Em 1939, já avó, inicia as suas experimentações artísticas, recorrendo aos materiais dos filhos, pintando em pedaços de papel, no verso de envelopes, em listas de compras, capas de livros, azulejos ou conchas encontradas na praia.
O seu filho Sol - na altura, bolseiro da Art Students League - ao reconhecer o potencial da mãe, começa rapidamente a atrair a atenção para os seus esforços, alcançando (por carta) filósofos e artistas de renome, como John Dewey, André Breton, Max Ernst, Marc Chagall, Willem de Kooning, Mark Rothko ou Jackson Pollock e coleccionadores de arte como Sidney Janis. Este tornar-se-ia um ávido apoiante do seu trabalho, exibindo as suas pinturas em 1943, na exposição American Primitive Painting of Four Centuries, no Arts Club of Chicago, ao lado de outros artistas autodidactas como Horace Pippin, John Kane, Morris Hirschfield e Grandma Moses.
Em 1944, possivelmente com nova intermediação de Janis, Sobel foi apresentada ao surrealista Fernando Puma, então responsável pela Puma Gallery, em Nova Iorque - local onde vem a realizar a sua primeira exposição individual e a partir da qual começa a consolidar a sua presença no meio artístico desta cidade. Após uma visita, Pollock ficaria imediatamente impressionado. No mesmo ano, Janis publicaria Abstract & Surrealist Art in America, posicionando Sobel e Pollock neste segundo grupo de autores, juntamente com Mark Tobey, William Baziotes, Jimmy Ernst, Adolph Gottlieb e Mark Rothko. Para celebrar este lançamento, foi organizada uma exposição colectiva itinerante que culminou em Nova Iorque, na Mortimer Brandt Gallery.
O papel de Peggy Guggenheim

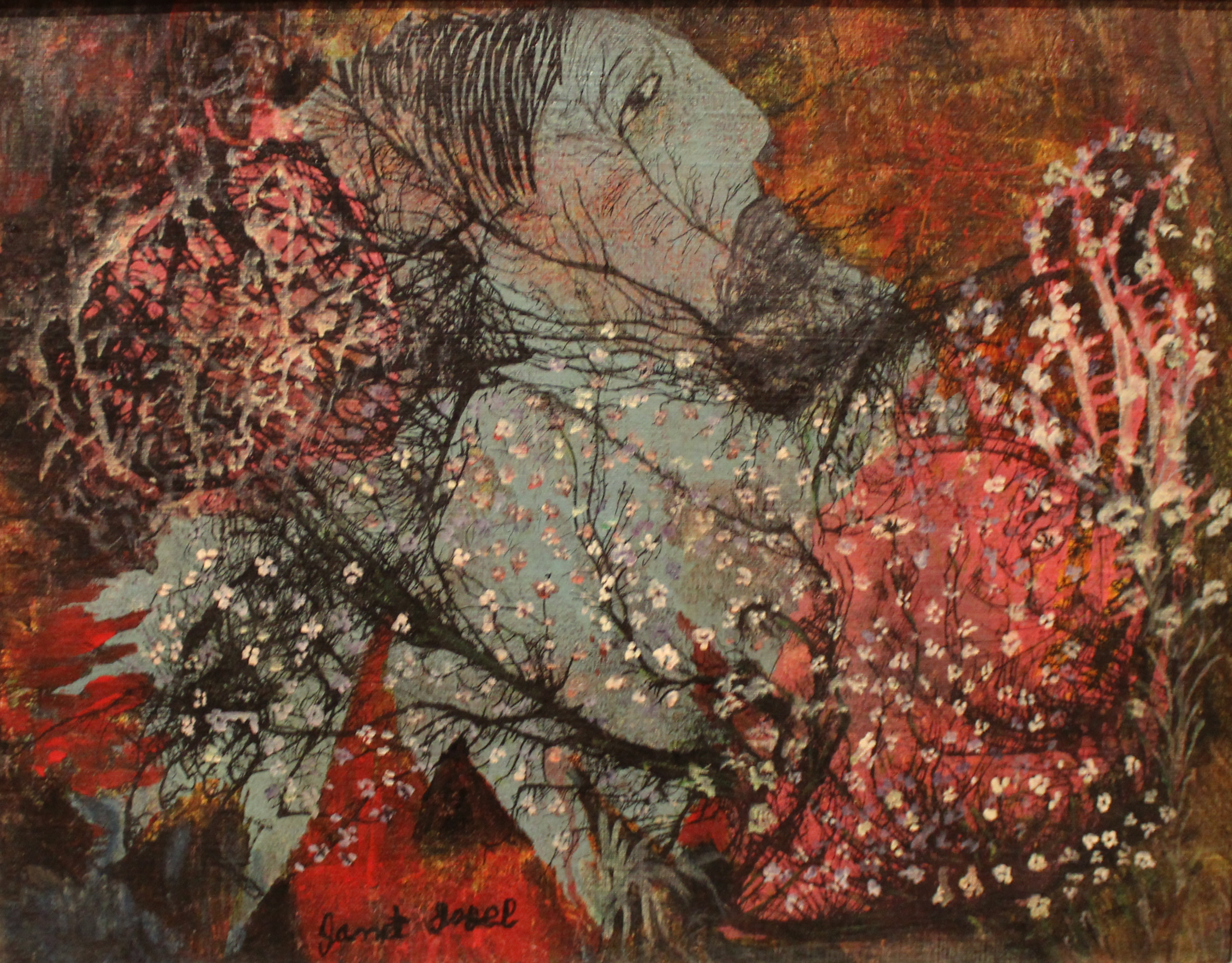
Janet Sobel - Dia da Invasão (1944), Col. Academia de Belas Artes da Pensilvânia

Ernst, conhecedor do trabalho de Sobel por via do seu filho Sol, apresenta-a à sua esposa, Peggy Guggenheim. Pouco depois, em 1945, a lendária coleccionadora de arte e mecenas, opta por incluir o seu trabalho na prestigiada exposição The Women, na sua segunda galeria, em Manhattan. Intitulada Art of This Century (1942-1947), este espaço de encontro viria a revelar-se crucial no desenvolvimento do Surrealismo e do Expressionismo Abstracto. Patente de 12 de Junho a 7 de Julho de 1945, apresentou obras de trinta e três artistas - entre elas, Nell Blaine, Louise Bourgeois, Lee Krasner, Leonora Carrington, Hedda Sterne, Peter (Henrietta) Miller, Charmion von Wiegand ou Catherine Yarrow.
The Women é a segunda de duas mostras organizadas por Guggenheim neste local, enquanto estava no exílio, devido à Segunda Guerra Mundial. A primeira, Exhibition by 31 Women, esteve em exibição de 5 de Janeiro a 6 de Fevereiro de 1943 e contou com a curadoria de um júri, uma prática incomum fora da Europa, na época. Fora Guggenheim, este grupo exclusivamente masculino, contou com artistas proeminentes, entre os quais Marcel Duchamp, Breton e Ernst, além do crítico James Johnson Sweeney, do dealer Howard Putzel e do curador James Thrall Soby. Ressalva-se que a ideia havia sido proposta a Guggenheim por Duchamp, para contrariar o mito surrealista dominante da mulher como amante e musa. Nesta que foi a primeira exposição (documentada) de arte produzida por mulheres nos Estados Unidos da América, fizeram parte Maria Helena Vieira da Silva, Frida Kahlo, Dorothea Tanning, Meret Oppenheim, Kay Sage e Sophie Taeuber-Arp, entre outras vinte e cinco artistas. Em 2024, o projecto The 31 Women Collection pretendeu celebrar o 80º aniversário desta iniciativa inédita através de uma mostra na Fundación MAPFRE, em Madrid.
De acordo com Griselda Pollock, estas exposições surgem já da necessidade de mostrar o trabalho de artistas historicamente ignorados ou marginalizados por grandes instituições museológicas. Alternando entre a Abstracção e o Surrealismo, Guggenheim organizaria assim uma série de mostras individuais de mulheres, como Irene Rice Pereira, Pamela Bodin, Virginia Admiral, Marjorie McKee ou Sonja Sekula. Filha de uma família de milionários norte-americanos e capacitada pela sua alta posição na sociedade, a socialite desempenharia um papel fundamental, ao fornecer um espaço para artistas que desafiavam os cânones dominantes e cuja obra merecia visibilidade, promovendo uma redefinição inclusiva do papel das mulheres na história da arte.
É nesse sentido que, em 1946, Guggenheim oferece a Sobel uma exposição a solo - para a qual Janis escreve um ensaio (que figura no catálogo). As suas composições viriam a impressionar o renomado crítico de arte Clement Greenberg e a impactar profundamente o trabalho de Pollock - que se inicia na Drip Painting com a obra Free Form, nesse mesmo ano.
Ascensão e Queda
De 1943 a 1946, Sobel emerge como uma figura influente no panorama artístico nova-iorquino. Contudo, no ano seguinte, a sua trajectória é abruptamente interrompida, quando a sua família se muda para Plainfield (Nova Jérsia), a fim de ficarem mais perto da empresa de joalharia de Max, que morreria seis anos depois. Esta alteração resulta no seu afastamento do vibrante ecossistema onde se tinha conseguido inserir, contribuindo significativamente para a sua quase-exclusão da história da arte.
Em adição a este deslocamento geográfico, Sobel enfrentou outro revés significativo quando, ainda em 1947, Guggenheim decide mudar-se para a Europa (Veneza), encerrando a Art of This Century.
Para além disso, a alergia que desenvolve a um dos componente das tintas por si utilizadas, torna-se um obstáculo intransponível, forçando-a a adoptar materiais menos adequados ao estilo que havia desenvolvido - e, ultimamente, a abandoná-la por completo. A partir de 1948, passa a trabalhar sobretudo com lápis de carvão e de cera, expondo localmente. A sua saúde de deteriorar-se-ia após um ataque cardíaco e vários derrames na década de 1960. Enquanto vice-presidente da Sobel Brothers Inc., continuaria a pintar até à sua morte, aos 75 anos, aparentemente sem esforço algum para exibir o que criava e sem qualquer contacto com o mundo artístico. Encontra-se sepultada no Beth Israel Cemitery, em Woodbridge (Nova Jérsia).
A recepção da crítica
Embora não tenha se dirigido às suas obras durante os três anos em que circularam em galerias de Nova Iorque, Greenberg acabaria por posicionar Sobel como uma precursora do Expressionismo Abstracto. No ensaio 'American-Type' Painting, publicado em 1955, este cita as obras "primitivas" de Sobel, uma "dona de casa" de Brooklyn, como as primeiras pinturas all-over que havia visto, juntamente com Pollock.
O tom desta crítica viria a ter um efeito oposto: a falta de reconhecimento do trabalho de Sobel. Para a historiadora de arte Sandra Zalman, ao apelidá-la de "primitiva" e descrevê-la como uma "dona de casa", o crítico de arte norte-americano acabaria por restringir o seu desenvolvimento artístico, sequestrar o seu trabalho e denunciá-la como inferior.
Apesar da admiração que confessa ter por Sobel, Greenberg minimiza igualmente o impacto da sua influência sobre Pollock. Este insiste que os resultados alcançados pelo artista norte-americano foram marcados por uma ousadia e amplitude inéditas, superando qualquer obra anterior. Como Zalman afirma, mesmo ao citar Sobel como precursora de Pollock, Greenberg reforça a ideia de que este rapidamente ultrapassou a sua influência.

## Obra
Para o historiador de arte Kelly Grovier, os seus trabalhos iniciais caracterizam-se por uma estética primitivista que lembra Jean Dubuffet e por formas oníricas que evocam o misticismo de Chagall, marcado igualmente pela violência dos Pogroms e com quem partilhava igualmente o seu interesse por música. Estas obras evocavam sobretudo memórias de infância: padrões florais da arte popular ucraniana, trajes regionais, famílias judias tradicionais, folclore, soldados com canhões e exércitos imperiais. Para além disso, a sua pintura é ainda inspirada pela música, particularmente pela Sétima Sinfonia de Dmitri Shostakovich, que evoca os tormentos do cerco a Leninegrado, hoje São Petersburgo.
Numa fase posterior, a sua prática acabaria por afastar-se de narrativas figurativas e de uma abordagem mais naïf, ornamentada e colorida, para passar a adoptar formas mais ambíguas e amorfas que se desviam do Surrealismo em direcção à Abstracção. A artista desenvolve métodos quase-automáticos, repletos de linhas gestuais, que reflectem os seus próprios traumas, medos e feridas. É notória ainda a sensação de horror vacui, um preenchimento obsessivo do espaço, que traduz tanto uma inquietação introspectiva, como uma procura pela catarse e uma possível resposta a lacunas emocionais. Para Grovier, Sobel brinca com o que uma pintura pode dizer, explorando novas possibilidades líricas a partir de materiais não convencionais - como o vidro ou a areia - e instrumentos incomuns - conta-gotas e aspiradores - para criar composições mais fluidas e dinâmicas - sem as amarras de escolas, movimentos ou preconceitos.

## Postumamente
Sobel morreria na obscuridade, em 1968. Todavia, o seu trabalho tem lentamente sido reposicionado na narrativa da Arte Moderna Americana. Este ressurge a partir de um artigo sobre Pollock, escrito pelo curador William Stanley Rubin para a ARTFORUM, em 1967, e depois deste ter adquirido uma pintura sua para o Museum of Modern Art, logo após a sua morte - ocasionalmente exibida, desde os anos 1970, ao lado das do pintor norte-americano.
Na década de 1980, a sua influência sobre Pollock é referida em diversas publicações listadas pela historiadora de arte Gail Levin. Em 1989, Jeffrey Wechsler torna-se no primeiro curador a incluir Sobel numa exposição - e catálogo - revisionista sobre o Expressionismo Abstracto.
No início do novo milénio, o marchand Gary Snyder - que tem sido um defensor do seu trabalho há décadas - organizou a sua primeira exposição individual desde 1946.
Em 2016, a sua biografia foi incluída no catálogo Women of Abstract Expressionism, organizada pelo Denver Art Museum. No mesmo ano, o seu trabalho surge em Abstract Expressionism, exposição organizada pela Royal Academy, em Londres, e pelo Guggenheim Bilbao.
No ano 2021, foi homenageada com um obituário tardio no The New York Times e integrou a exposição Women in Abstraction, no Centre Georges Pompidou, em Paris. Em 2022, Via Láctea (1945) aparece ao lado de obras de Louise Nevelson, Ilya Kabakov, Kazimir Malevich ou Sonia Delaunay, no Museum of Modern Art, no âmbito de 507: Em Solidariedade, uma exposição de artistas oriundos da actual Ucrânia. No ano seguinte, Sobel faz parte de Action, Gesture, Paint: Women Artists and Global Abstraction 1940–70, na Whitechapel Gallery, Londres. Ainda em 2023, foi concebida - por Snyder - a primeira exposição museológica focada na fase inicial inicial do seu trabalho, intitulada Janet Sobel: Wartime, no Ukrainian Museum, em Nova Iorque.
Em 2024, após uma generosa doação do seu neto Leo, a Menil Collection realiza uma grande mostra sobre a sua carreira, com o objectivo de cimentar o seu lugar na história da arte.
Hoje, podemos encontrar as suas obras em diversas colecções de renome - destaca-se a presença no Hirshhorn Museum and Sculpture Garden, no Los Angeles County Museum of Art, no Museum of Modern Art e no Whitney Museum of American Art.